# Плотников, Андрей Николаевич
Андре́й Никола́евич Пло́тников (род. 12 августа 1967, Владимир) — советский и российский легкоатлет, специалист по спортивной ходьбе. Выступал за сборные СССР и России по лёгкой атлетике в 1990—2000 годах, обладатель бронзовой медали чемпионата Европы, победитель Кубка мира в командном зачёте, многократный победитель и призёр первенств национального значения, участник летних Олимпийских игр в Атланте. Мастер спорта международного класса.

## Биография
Андрей Плотников родился 12 августа 1967 года во Владимире.
Начал заниматься спортивной ходьбой в 1984 году, проходил подготовку под руководством В. В. Цветкова.
Впервые заявил о себе на взрослом всесоюзном уровне в сезоне 1986 года, когда в дисциплине 50 км одержал победу на IX летней Спартакиаде народов СССР в Ташкенте.
В 1990 году в той же дисциплине с личным рекордом 3:40:07 стал серебряным призёром на чемпионате СССР по спортивной ходьбе в Москве. Попав в состав советской сборной, выступил на чемпионате Европы в Сплите, где в ходе прохождения дистанции был дисквалифицирован.
В 1991 году в ходьбе на 20 км занял 16-е место на Кубке мира в Сан-Хосе, в дисциплине 50 км получил серебро на чемпионате страны в рамках X летней Спартакиады народов СССР в Киеве.
В 1992 году взял бронзу на открытом чемпионате СНГ по спортивной ходьбе на 50 км в Москве.
После распада Советского Союза Плотников остался действующим спортсменом и продолжил принимать участие в крупнейших международных стартах в составе российской национальной сборной. Так, в 1993 году он выиграл бронзовую медаль на открытом зимнем чемпионате России по спортивной ходьбе в Адлере, показал 35-й результат на Кубке мира в Монтеррее.
В 1994 году стал серебряным призёром на открытом чемпионате России по марафону и ходьбе на 50 км в Калининграде, финишировал восьмым на чемпионате Европы в Хельсинки.
В 1995 году получил серебро на открытом зимнем чемпионате России по спортивной ходьбе в Адлере, тогда как на Кубке мира в Пекине занял 29-е место в личном зачёте и вместе со своими соотечественниками стал серебряным призёром командного зачёта 50 км.
На открытом чемпионате России по спортивной ходьбе 1996 года в Сочи превзошёл всех соперников на 50-километровой дистанции и завоевал золотую медаль. Благодаря череде удачных выступлений удостоился права защищать честь страны на летних Олимпийских играх в Атланте — здесь в ходе прохождения дистанции в 50 км сошёл.
В 1997 году добавил в послужной список бронзовую награду, полученную на открытом зимнем чемпионате России по спортивной ходьбе в Адлере, в то время как на Кубке мира в Подебрадах закрыл десятку сильнейших в личном зачёте, стал победителем командного зачёта 50 км и общего мужского командного зачёта.
В мае 1998 года победил на открытом чемпионате России по спортивной ходьбе в Ижевске, показав при этом лучший результат мирового сезона — 3:41:14. Позднее выиграл бронзовую медаль на чемпионате Европы в Будапеште.
На Кубке мира 1999 года в Мезидон-Канон сошёл в с дистанции, хотя россияне всё равно выиграли командный зачёт 50 км.
В 2000 году на Кубке Европы в Айзенхюттенштадте так же сошёл с дистанции.
В 2001 году стал серебряным призёром на чемпионате России по спортивной ходьбе в Чебоксарах.